# أنخيل بيرنابيه
أنخيل بيرنابيه (بالإسبانية: Ángel Bernabé)‏ هو لاعب كرة قدم إسباني، ولد في 11 أغسطس 1987 في مدريد في إسبانيا. شارك مع منتخب إسبانيا تحت 16 سنة لكرة القدم ومنتخب إسبانيا تحت 19 سنة لكرة القدم. أما مع النوادي، فقد لعب مع أتلتيكو مدريد ب وأتلتيكو مدريد ج وأتلتيكو مدريد ونادي سالامانكا ونادي طلبيرة ونادي قادش ونادي كونكينسي.

## وصلات خارجية
- أنخيل بيرنابيه على موقع قاعدة بيانات كرة القدم.إي يو (الإنجليزية)
- أنخيل بيرنابيه على موقع Soccerway.com (الإنجليزية)